# Olievlek

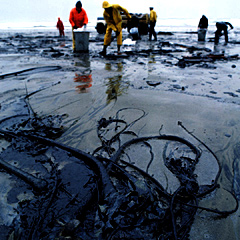
Olie op strand

Een olievlek is de algemene benaming voor aardolie die in de natuur terecht is gekomen, meestal in de oceaan. Aangezien olie lichter is dan water blijft ze op het water drijven, waardoor er een soort zwarte vlek wordt gevormd op het water.
Deze vlekken zijn extreem gevaarlijk voor de natuur, vooral voor vogels, die de vlekken aanzien voor scholen vissen net onder het watervlak en erop afduiken. Hierna raken hun veren verstrikt in de olie, waardoor ze onmogelijk nog verder kunnen vliegen.
Zwaardere elementen van aardolie, zoals polycyclische aromatische koolwaterstoffen (paks), verspreiden zich in het water. Aangezien deze elementen langer in water opgelost kunnen blijven dan andere, meer toxische stoffen zoals tolueen kunnen paks op lange termijn schadelijker zijn, gezien het risico dat ze zich opstapelen in de voedselketen.

## Olierampen
Enkele bekende milieurampen met olievlekken:
- Lakeview-1, een blow-out van deze oliebron in Californië, 1910
- Torrey Canyon, deze tanker liep op een rif voor de kust van Cornwall, 1967
- Amoco Cadiz, deze tanker liep in het Kanaal aan de grond, voor de kust van Bretagne, 1978
- Ixtoc I, een blow-out van deze oliebron in de Golf van Mexico, 1979 en 1980
- Exxon Valdez, deze tanker liep aan de grond in de Golf van Alaska, 1989
- Olielozing in de Golfoorlog, olie werd op bevel van Saddam Hoessein opzettelijk geloosd in de Perzische Golf om vijandelijke troepen te hinderen, 1991
- Erika, vergaan voor de zuidkust van Bretagne, 1999
- Cosco Busan-olieramp, dit schip ramde een pijler van de San Francisco-Oakland Bay Bridge, 2007
- Olieramp in de Golf van Mexico, een blow-out voor de zuidkust van de Verenigde Staten, 2010